# یواس‌اس النیتا (ای‌کی-۱۲۷)
یواس‌اس النیتا (ای‌کی-۱۲۷) (به انگلیسی: USS Alnitah (AK-127)) یک کشتی بود که طول آن ۴۴۱ فوت ۶ اینچ (۱۳۴٫۵۷ متر) بود. این کشتی در سال ۱۹۴۳ ساخته شد.